# Edward Dobrzański
Edward Dobrzański (ur. 22 kwietnia 1929 w Jasieniu, zm. 1 października 2022 w Krakowie) – polski aktor teatralny i filmowy oraz nauczyciel akademicki, prodziekan, dziekan i prorektor w krakowskiej PWST.

## Życiorys
Edward Dobrzański urodził się 22 kwietnia 1929 w Jasieniu koło Brzeska. W 1949 zdał egzaminy zarówno na Wydział Prawa Uniwersytetu Jagiellońskiego i do Państwowej Wyższej Szkoły Aktorskiej. Zdecydował się na studiowanie aktorstwa. Na roku studiowali z nim: Kalina Jędrusik, Zbigniew Cybulski, Bogumił Kobiela, Leszek Herdegen, Tadeusz Jurasz i Tadeusz Śliwiak. Studia ukończył w 1953. W 1952 wraz z Kaliną Jędrusik, Zbigniewem Cybulskim, Bogumiłem Kobielą wystąpił w przestawieniu Koła Naukowego PWSA „Chłopiec z naszego miasta”. Rola ta została zaliczona jako pierwsze przedstawienie dyplomowe. 28 kwietnia 1953 miał miejsce premiera jego drugiego przestawienia dyplomowego (rola Zdzisława w Przyjacielach Aleksandra Fredro w reżyserii Jerzego Kaliszewskiego.
31 października 1953 zadebiutował na scenie Starego Teatru działającego wówczas w ramach przedsiębiorstwa Państwowe Teatry Dramatyczne rolą Lucjana Juraszka w spektaklu „Domek z kart” Marii Koszyc i Emila Zegadłowicza.
Od swojego debiutu w 1953 był związany z krakowskimi teatrami: od 01.08.1953 do 30.06.1954 z Teatrem im. J. Słowackiego, a następnie od 1.07.1954 do 31.10.2001 ze Starym Teatrem. W latach 50. i 60. XX w. grał główne role w, między innymi w spektaklach reżyserowanych przez Władysława Krzemińskiego, Aleksandra Bardiniego, Haliny Gryglaszewskiej i Zdzisława Mrożewskiego. Współpracował m.in. z Konradem Swinarskim, Jerzym Jarockim, Zygmuntem Hübnerem, Jerzym Grzegorzewskim, Tadeuszem Bradeckim, Krzysztofem Kieślowskim i Andrzejem Wajdą. Na deskach Starego Teatru stworzył ponad 60 kreacji aktorskich.
W latach 1954-94 Edward Dobrzański pracował jako wykładowca krakowskiej PWST. Przez 40 lat przechodził przez szczeble: był asystentem, samodzielnym wykładowcą, a przez wiele lat profesorem. Prowadził zajęcia z zakresu
elementarnych zadań aktorskich, scen klasycznych i gry aktorskiej. Na tej uczelni pełnił też funkcje prodziekana (1967-68) i dziekana (1.10.1968-31.08.1987) Wydziału Aktorskiego, a także prorektora (od 1 września 1987 do 30 listopada 1990). Współpracownikiem uczelni pozostał aż do 2007 roku. Był członkiem krakowskiego oddziału ZASP.
Występował w następujących teatrach:
- Teatr im. Juliusza Słowackiego w Krakowie (1953–1954) (w ramach Państwowych Teatrów Dramatycznych)
- Stary Teatr im. Heleny Modrzejewskiej w Krakowie (1953-2001)
- Teatr im. Stanisława Ignacego Witkiewicza w Zakopanem (gościnnie 1987-88)

## Role teatralne
- Lucjan Juraszek – „Domek z kart” – E. Zegadłowicz – reż. Jerzy Kaliszewski – 1953 r.
- Eszref – „Legenda o miłości” – N. Hikmet – reż. Zdzisław Mrożewski –1955 r.
- Kazek – „Maturzyści” – Z. Skowroński – reż. Jerzy R. Bujański – 1955 r.
- Ladvenu – „Święta Joanna” – G.B. Shaw – reż. Władysław Krzemiński –1956 r.
- Algernon Moncrief – „Brat marnotrawny” – O. Wilde – reż. Z. Mrożewski – 1956 r.
- Filip – „Nigdy nic nie wiadomo” – G.B. Shaw – reż. Roman Niewiarowicz– 1957 r.
- Robert – „Mademoiselle” – J. Deval – reż. R. Niewiarowicz – 1958
- Porucznik Maryk – „Huragan na «Caine»” – reż. Halina Gryglaszewska – 1958 r.
- Richard Herbst – „Rakieta «PIORUN»” – reż. Jerzy R. Bujański – 1960 r.
- Kazimierz Gzymsik – „Romans z wodewilu” – Władysław Krzemiński – reż. W. Krzemiński – 1960 r.
- Fray Eugenio – „Teatr Klary Gazul” – P. Merimee – reż. Mieczysław Górkiewicz – 1962
- Landry – Fortunio – „Świecznik” – A de Musset - reż. M Górkiewicz – 1962 r.
- Karol Lomax – „Major Barbara” – G.B. Shaw – reż. W. Krzemiński – 1963 r.
- James – „Cud w Alabamie” – W. Gibson – reż. W. Krzemiński – 1963 r.
- Widmo – „Wesele” – S. Wyspiański – reż. Andrzej Wajda – 1963 r.
- Martin Eliot – „Afera” – R. Millar – reż. Zygmunt Hubner – 1963 r.
- Pęcherzewicz – „Matka” – S. I. Witkiewicz - reż. Jerzy Jarocki – 1964 r.
- Tekliński – „Ktoś nowy” – M. Domański – reż. J. Jarocki – 1964 r.
- Clark – „Żałosna i prawdziwa tragedia Pana Ardena z Feversham” – Anonim – reż. Konrad Swinarski – 1965 r.
- Alberti – „Savonarola” – J. Hristic – reż. Kazimierz Kutz – 1966 r.
- Trock Estrella – „Sceneria zimowa” – M. Anderson – reż. Z. Hubner –1967 r.
- Człowiek z charakterem – „Wkrótce nadejdą bracia” – J. Krasiński – reż. Bogdan Hussakowski – 1968 r.
- Solony – „Trzy siostry” – A. Czechow – reż. J. Jarocki – 1969 r.
- Donadieu – „Donadieu” – F. Hochwalder – reż. Aleksander Bardini – 1969 r.
- Xawery – „Zegary” – T. Łubieński – reż. Jerzy Kreczmar – 1970 r.
- Liputin – „Biesy” – F. Dostojewski – reż. A. Wajda – 1971 r.
- Ryszard - „Pokój na godziny” – P Landovsky – reż. Romana Próchnicka – 1971 r.
- Ks. Lwowicz, Sowietnik – „Dziady” – A. Mickiewicz – insc. Konrad Swinarski - 1973 r.
- Sierżant – „Jak brat bratu” – D. Rabe – reż. Wanda Laskowska – 1973 r.
- Potocki – „Noc listopadowa” – S. Wyspiański – reż. A. Wajda – 1974 r.
- Kaznodzieja – „Wyzwolenie” – S. Wyspiański – reż. K. Swinarski – 1974 r.
- Aleks – „Rozmowy przy wycinaniu lasu” – S. Tym – reż. Jerzy Markuszewski – 1975 r.
- Jan Horodyski, Minister Kiernik – „Sen o Bezgrzesznej” – J. Jarocki J. Opalski – 1979 r.
- Lulukow – „Rewizor” – M. Gogol – reż. J. Jarocki – 1980 r.
- Kapłan – „Tragiczna historia Hamleta księcia Danii” – W. Szekspir – reż. A. Wajda – 1981 r.
- Pylades – „Oresteia” – Aischylos – reż. Z. Hubner – 1982 r.
- Sergiusz Golicyn – „Maria” – I Babel – reż. Edward Lubaszenko – 1983 r.
- Książę Feria – „Don Carlos” – F. Schiller – reż. Laco Adamik – 1984 r.
- Biskup Kossakowski – „Termopile Polskie” – T. Miciński – reż. Krzysztof Babicki – 1986 r.
- Ojciec Albertynki – „Operetka” – W. Gombrowicz – reż. Tadeusz Bradecki – 1988 r.
- Książę Sidonia – „Rękopis znaleziony w Saragossie” – J. Potocki – reż. T. Bradecki – 1992 r.
- Profesor Hungergurt – „Przebudzenie wiosny” – F Wedekind – reż. Paweł Miśkiewicz – 1999 r.
- Rektor – „Naprawiacz Świata” – T. Bernhard – reż. Leszek Piskorz – 2000 r.
- Prof. Bączyński – „Zielona Gęś” – K. I. Gałczyński – reż Marta Stebnicka - teatr PWST - 2003 r
- Pozzo – „Drugi upadek albo Godot, akt III ” – S. Dupuis – reż Jacek Jabrzyk - 2006 r.

## Filmografia
- 1959: Biały niedźwiedź − góral Józek
- 1962: Na białym szlaku − Fritz
- 1969: Znicz olimpijski
- 1969: Sól ziemi czarnej − oficer niemiecki
- 1971: Perła w koronie
- 1976: Spokój
- 1978: Układ krążenia − Skalski, lekarz wojewódzki (odc. 4)
- 1980: Z biegiem lat, z biegiem dni… (odc. 1)
- 1985: Ognisty anioł − prałat
- 1987: Śmierć Johna L.
- 1988: I skrzypce przestały grać − Kola, chłop polski
- 1989: Oko cyklonu
- 1989: Modrzejewska (odc. 6)

## Nagrody i odznaczenia
- Odznaka 1000-lecia Państwa Polskiego (1966r.)
- Złoty Krzyż Zasługi (1969r.)
- Krzyż Kawalerski Orderu Odrodzenia Polski (1977r.)
- Złota Odznaka za zasługi dla Krakowa (1978r.)
- Srebrny medal „Zasłużony Kulturze Gloria Artis” (2008)
- Złoty medal zasłużony kulturze Gloria Artis (2019)